# Cầu Dongho
Cầu Dongho (Tiếng Hàn: 동호대교) là cây cầu bắc qua sông Hán ở phường Apgujeong, quận Gangnam, Seoul, Hàn Quốc. Trên cầu có Tàu điện ngầm vùng thủ đô Seoul tuyến 3, bên phải là hai làn đường bộ. Cuối cầu Dongho ở phía bắc là Ga Oksu. Cầu được khởi công vào tháng 6 năm 1980 và hoàn thành vào ngày 2 tháng 2 năm 1985.